# Ngoya Mbouzi
Ngoya Mbouzi är en bergskedja i Komorerna.   Den ligger i distriktet Anjouan, i den centrala delen av landet, 150 km sydost om huvudstaden Moroni. Ngoya Mbouzi ligger på ön Anjouan.